# São João de Petrópolis

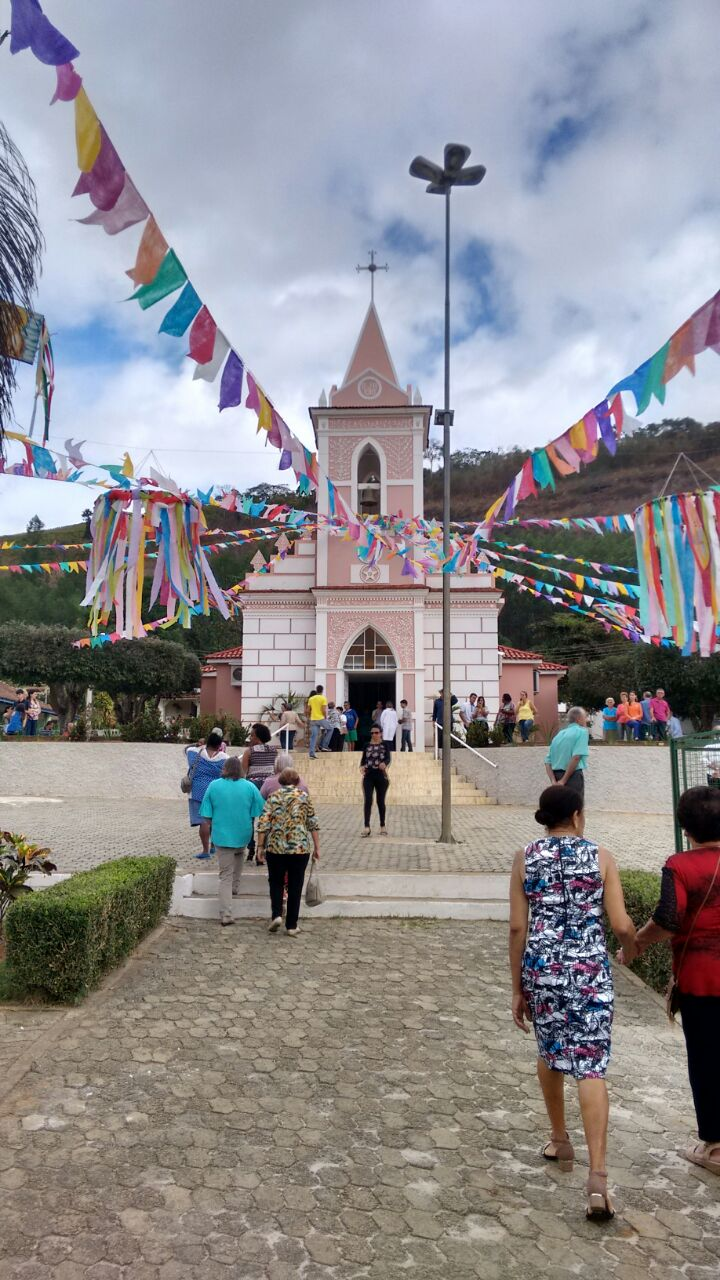
Igreja de São João de Petrópolis

São João de Petrópolis, também conhecido popularmente como Barracão, é um distrito do município de Santa Teresa, no Espírito Santo. O distrito possui  cerca de 1 700 habitantes e está situado na região norte do município. O clima é tropical. O verão tem muito mais pluviosidade que o inverno. O clima é classificado como Aw de acordo com a Köppen e Geiger. Em São João de Petrópolis a temperatura média é 24.4 °C. A pluviosidade média anual é de 1161 mm.